# Samar Dua
Samar Dua is een bestuurslaag in het regentschap Aceh Singkil van de provincie Atjeh, Indonesië. Samar Dua telt 1045 inwoners (volkstelling 2010).